# Peter Jonas Bergius
Peter Jonas Bergius (ur. 6 lipca 1730 w Vittaryd, zm. 10 lipca 1790 w Sztokholmie) – szwedzki lekarz i przyrodnik.

## Biografia
Urodził się 6 lipca 1730 w Vittaryd. Mając szesnaście lat rozpoczął studia teologiczne na Uniwersytecie w Lundzie. Po ich ukończeniu przeniósł się do Uppsali, gdzie rozpoczął studia medyczne i historię naturalną, mając za profesorów Karola Linneusza i Nilsa Roséna. Studia ukończył w 1755 roku. Praktykę lekarską, również wśród ubogiej ludności, rozpoczął w Sztokholmie. W 1758 roku Bergius został członkiem Królewskiej Szwedzkiej Akademii Nauk. Bergius opublikował prace na temat roślin leczniczych i walki z ospą. Zmarł w Sztokholmie 10 lipca 1790.
Nazwisko Bergiusa pojawia się zarówno jako autora taksonu (skrótowo: „P.J.Bergius”, „Berg.”, także „Bergius” np. Protea nana (P.J.Bergius) Thunb.), jak i w epitetach gatunkowych taksonów roślin.  W rejonie Frescati w Sztokholmie założono ogród botaniczny jego imienia – Bergianska trädgården.